# Paul Ramsey
Paul Christopher Ramsey (Derry, 1962. szeptember 3.  – ) északír válogatott labdarúgó.

## Pályafutása

### Klubcsapatban
1980 és 1991 között a Leicester City színeiben 322 mérkőzésen lépett pályára és 13 alkalommal volt eredményes. 1991 és 1993 között a Cardiff Cityben játszott. 1993-tól 1995-ig a skót St. Johnstone FC játékosa volt, de 1994-ben a Cardiff Citynél szerepelt kölcsönben. 1995-ben a Barry Town, 1995–96-ban a Torquay United, 1997–98-ban a Grantham Town, 1998-ban a finn KPV labdarúgója volt.

### A válogatottban
1983 és 1989 között 14 alkalommal szerepelt az északír válogatottban. Részt vett az 1986-os világbajnokságon.

## Sikerei, díjai
Cardiff City
- Walesi kupagyőztes (2): 1991–92, 1992–93